# روث كاتس
روث كاتس (بالعبرية: רות כ"ץ‏) هي مؤرخة إسرائيلية، ولدت في 5 أغسطس 1927 في دويسبورغ في ألمانيا.